# 2214 Carol
2214 Carol је астероид главног астероидног појаса. Приближан пречник астероида је 25,22 ,
а средња удаљеност астероида од Сунца износи 3,165 астрономских јединица (АЈ).
Инклинација (нагиб) орбите у односу на раван еклиптике је 14,261 степени, а орбитални период износи 2057,338 дана (5,632 година). Ексцентрицитет орбите астероида износи 0,261.
Апсолутна магнитуда астероида износи 12,00 а геометријски албедо 0,044.
Астероид је откривен 7. априла 1953. године.